# Abd-Al·lah (nom)
Abd-Al·lah és un nom masculí teòfor àrab (àrab: عبد الله, ʿAbd Allāh) que literalment significa ‘Servidor de Déu’.
Si bé Abd-Al·lah és la transcripció normativa en català del nom en àrab clàssic, també se'l pot trobar transcrit Abdullah, Abd Allah, Abdallah, Abdalla... normalment per influència de la pronunciació dialectal o seguint altres criteris de transliteració.
Com a teòfor, també el duen molts musulmans no arabòfons que l'han adaptat a les característiques fòniques i gràfiques de la seva llengua: albanès: Abdullah; bosnià: Abdulah; castellà d'Amèrica: Abdalá; català medieval: Abdalà, Abdal·là; somali: Cabdullaahi o Cabdulle; turc: Abdullah.

## Llista de persones
Vegeu aquí personatges i llocs que duen aquest nom.